# اچ‌ام‌اس پلوروس (۱۸۵۷)
اچ‌ام‌اس پلوروس (۱۸۵۷) (به انگلیسی: HMS Pelorus (1857)) یک کشتی بود که طول آن ۲۲۵ فوت ۳ اینچ (۶۸٫۶۶ متر) بود. این کشتی در سال ۱۸۵۷ ساخته شد.